# Arcidiecéze rouenská
Arcidiecéze rouenská (lat. Archidioecesis Rothomagensis, franc. Archidiocèse de Rouen) je starobylá francouzská římskokatolická arcidiecéze, založená ve 2., nebo 3. století. Na arcidiecézi byla povýšena v 5. nebo 6. století. Rouenská arcidiecéze je centrem rouenské církevní provincie, která zaujímá rozlohu Normandie.
Současným arcibiskupem-metropolitou je 10. července 2015 Mons. Dominique Lebrun.

## Historie
Biskupství bylo v Rouenu založeno ve 2. nebo 3. století. Na arcibiskupství bylo povýšeno v 5. nebo 6. století. Až do 6. června 1974, kdy byla část území arcidiecéze vyčleněna pro nově vzniklou diecézi Le Havre, se arcidiecéze nedotkly výraznější změny.

## Sufragánní biskupství
V současnosti nákeží k rouenské arcidiecézi pět sufragánních diecézí: Bayeux, Coutances, Évreux, Le Havre a Sées.

## Primas Normandie
Arcibiskupovi z Rouenu přísluší titul primas Normandie, udělený papežem Kalixtem III. v roce 1457.